# Красный Аул
Красный Аул — упразднённый хутор в Апшеронском районе Краснодарского края России. На момент упразднения входил в состав Куринского сельского округа. Исключен из учётных данных в 1997 году.

## География
Располагался на реке Кура в месте впадения в неё реки Чаталова, в 7 км, по прямой, к северо-западу от станицы Куринская.

## История
По данным на 1925 год хутор Красный Аул состоял из 9 хозяйств. В административном отношении входил в состав Ходыжинского сельсовета Ходыженского района Майкопского округа Северо-Кавказского края.
Постановлением заксобрания Краснодарского края от 30 сентября 1997 года № 714-П хутор исключен из учётных данных.

## Население
По данным на 1925 год на хуторе проживал 39 человек, в том числе 20 мужчин и 19 женщин.